# اشتاینبرگ دورفل
اشتاینبرگ دورفل (به آلمانی: Steinberg-Dörfl) یک منطقهٔ مسکونی در اتریش است که در ناحیه اوبرپولندورف واقع شده‌است. اشتاینبرگ دورفل ۱٬۲۱۶ نفر جمعیت دارد.